# Окич
45°22′ пн. ш. 15°39′ сх. д. / 45.37° пн. ш. 15.65° сх. д.
Окич (хорв. Okić) — населений пункт у Хорватії, у Карловацькій жупанії у складі міста Карловаць.

## Населення
Населення за даними перепису 2011 року становило 64 осіб.
Динаміка чисельності населення поселення: